# フランス組曲 (プーランク)
『フランス組曲』（フランスくみきょく、フランス語: Suite française d'après Claude Gervaise）FP.80は、フランスの作曲家フランシス・プーランクが1935年に作曲した、エドアール・ブールデの戯曲『王妃マルゴ』のための付随音楽による組曲。ルネサンス期の作曲家クロード・ジェルヴェーズの音楽に基づいて書かれており、小オーケストラ版、ピアノ独奏版、チェロとピアノの二重奏版、の3つのヴァージョンがある。演奏時間は約12分。

## 作品について

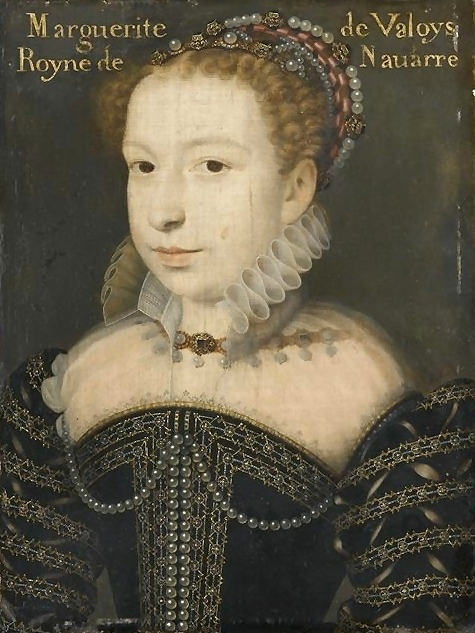
「王妃マルゴ」こと、マルグリット・ド・ヴァロワ（1553年 - 1615年）

『王妃マルゴ』（La Reine Margot）のための劇付随音楽は、戯曲の作者である劇作家エドアール・ブールデからの依頼により1935年に作曲された。主人公の王妃マルゴは16世紀後半から17世紀初頭に実在した人物であり、プーランクは16世紀フランスの作曲家クロード・ジェルヴェーズの舞曲を劇音楽の素材として選んだ。ジェルヴェーズの舞曲集は1908年にアンリ・エクスペール（Henri Expert）が出版しており、プーランクはこの楽譜に基づいて選曲したと考えられている。作品は、古い時代の舞曲の雰囲気を残しながらもプーランク的な新しい和声が使われており、新鮮な魅力にあふれている。
劇『王妃マルゴ』は1935年11月26日にマリニー劇場で初演されており、プーランクは同年に劇音楽からピアノ版と小オーケストラ版の2種類の組曲を作った。ピアノ独奏版の楽譜には劇の初演よりも早い「1935年10月」の日付があり、小オーケストラ版は同年12月11日にパリにおいてシャルル・ミュンシュ指揮、パリ・フィルハーモニー管弦楽団 (Orchestre philharmonique de Paris) のメンバーによって初演されている。その後、小オーケストラ版の楽譜が1948年にデュラン社から出版された。
チェロとピアノによる版は、1953年にプーランクがチェリストのピエール・フルニエと行ったイタリアへの演奏旅行のために作曲者自身によって編曲されたものである。
なお、プーランクは1939年にジェルヴェーズに基づくピアノ独奏曲『ジェルヴェーズによるフランセーズ』FP.103を作曲している。

## 楽曲の構成
楽曲構成は3つの版とも同じである。ここでは小オーケストラ版にもとづき解説する。
第1曲 ブルゴーニュのブランル
明るいトランペットの旋律で始まり、様々な楽器に渡されて行く。
第2曲 パヴァーヌ
トランペットとトロンボーンによる荘重なコラール。
第3曲 小さな軍隊行進曲
一転して明るいリズミックな曲想で、金管の合奏による。
第4曲 コンプラント（嘆き）
オーボエによる田園風なカンティレーナ。
第5曲 シャンパーニュのブランル
中庸な速さで、素朴な旋律が管楽器のアンサンブルで淡々と演奏される。
第6曲 シシリエンヌ
古風で優雅な舞曲で、金管が中心で、クラヴサン、オーボエ、低音のトロンボーンの応答が入る。
第7曲 カリヨン
「カリヨン」は鐘のことで、いかにもそれに相応しい単純で楽しい旋律が華麗に展開される。

## 小オーケストラ版の楽器編成
オーボエ2、ファゴット2、トランペット2、トロンボーン3、打楽器1（スネアドラム、シンバルとバスドラム）、クラヴサン（チェンバロ）1
打楽器のうち、シンバルとバスドラムは第3曲「小さな軍隊行進曲」の中間部分で使われ、スネアドラム奏者がその両方を演奏する。